# Andreas Heiszenberger
Andreas Heiszenberger (* 1969 in Budapest) ist ein deutscher Maler und Musiker.

## Malerei
Von 1992 bis 1997 studierte er zunächst Kunstgeschichte und Philosophie in Regensburg. Danach folgte das Studium der Malerei bei Rolf-Gunter Dienst an der Akademie der Bildenden Künste Nürnberg und in Düsseldorf bei Albert Oehlen.
Ausstellungen:
- 2011 „Die innere Interieurmigration“ / Mohr-Villa Freimann
- 2010 „We all fall down - Wir baden´s aus“ / Nordbad München
- 2009 „I love no waiting - Some kind of vacuum“ / Galerie Royale München
- 2008 „Bär und Hund“ / Städtische Galerie Bad Griesbach
- 2007 „Die Erwärmung ist der Schwindel der Kühlschränke“ / Galerie Kaisersaal München
- 2005 „Orgien“ zusammen mit Hermann Nitsch, Andrea Lehmann, Alex McQuilkin, Felix Müller / Galerie Völcker & Freunde Berlin
- 2004 „Ahmusik“ / Kunstverein Nürnberg
- 2004 „die Schweine der Lämmer“ zusammen mit Julius Grünewald / Restitution Berlin
- 2003 „the best of ...“ Positionen und Tendenzen / Kunstmuseum Erlangen
- 2002 „sprich nicht schlecht von meinen Mäusen“ / Galerie Lacandonna Wien

## Musik
Veröffentlichungen:
- 2009 „Walk E.P.“ (polytone)
- 2007 „Perfect Moment E.P.“ (brut!)
- 2007 „AH“ CD (normoton)
- 2006 Remix für Electroserge "In a disco" 12"(normoton)
- 2005 „Drum and Bass“ CD (normoton)
- 2003 „Solokarriere“ LP (eventuell)
- 2002 „I hate you“ auf warenkorb#4 (ware)